# The Lords (Duitse band)
The Lords is een Duitse beat- en rockband. De band werd opgericht in 1959 en kende zijn hoogtepunt in de tweede helft van de jaren zestig.

## Geschiedenis
Als de Skiffle Lords werd de band in 1959 opgericht in Berlijn; skiffle verwijst naar een genre in de popmuziek dat in die jaren populair was. De oorspronkelijke bezetting was als volgt:
- Ulli Günther, zang
- Klaus-Peter Lietz (Lord Leo), gitaar
- Rainer Petry, gitaar
- Knud Kuntze, bas
- Peter Donath, drums

Vier jaar na de oprichting gingen ze verder als The Lords. Met de naamswijziging ging ook een wijziging in muziekstijl gepaard, naar ruige beatmuziek en rock. Lord Knud stopte ermee nadat hij in 1964 na een ongeluk met de toerbus zijn been verloor. Hij ging verder als radiopresentator en werd opgevolgd door Bernd Zamulo, ofwel Lord Bernd.
In 1964 wonnen The Lords een platencontract tijdens de talentenjacht Battle of the Bands in Hamburg. Alleen hun debuutsingle was nog in het Duits, Hey Baby, laß den Andern, met het Engelstalige Tobacco road op de B-kant. Al hun volgende platen waren in het Engels. In deze jaren kende de band zijn meest succesvolle periode.
In 1969 brachten The Lords de elpee uit Ulleogamaxbe uit, waarmee ze de richting van de psychedelische muziek insloegen. Het album bracht niet het gewenste succes en de band werd ingehaald door andere progressieve rockbands.

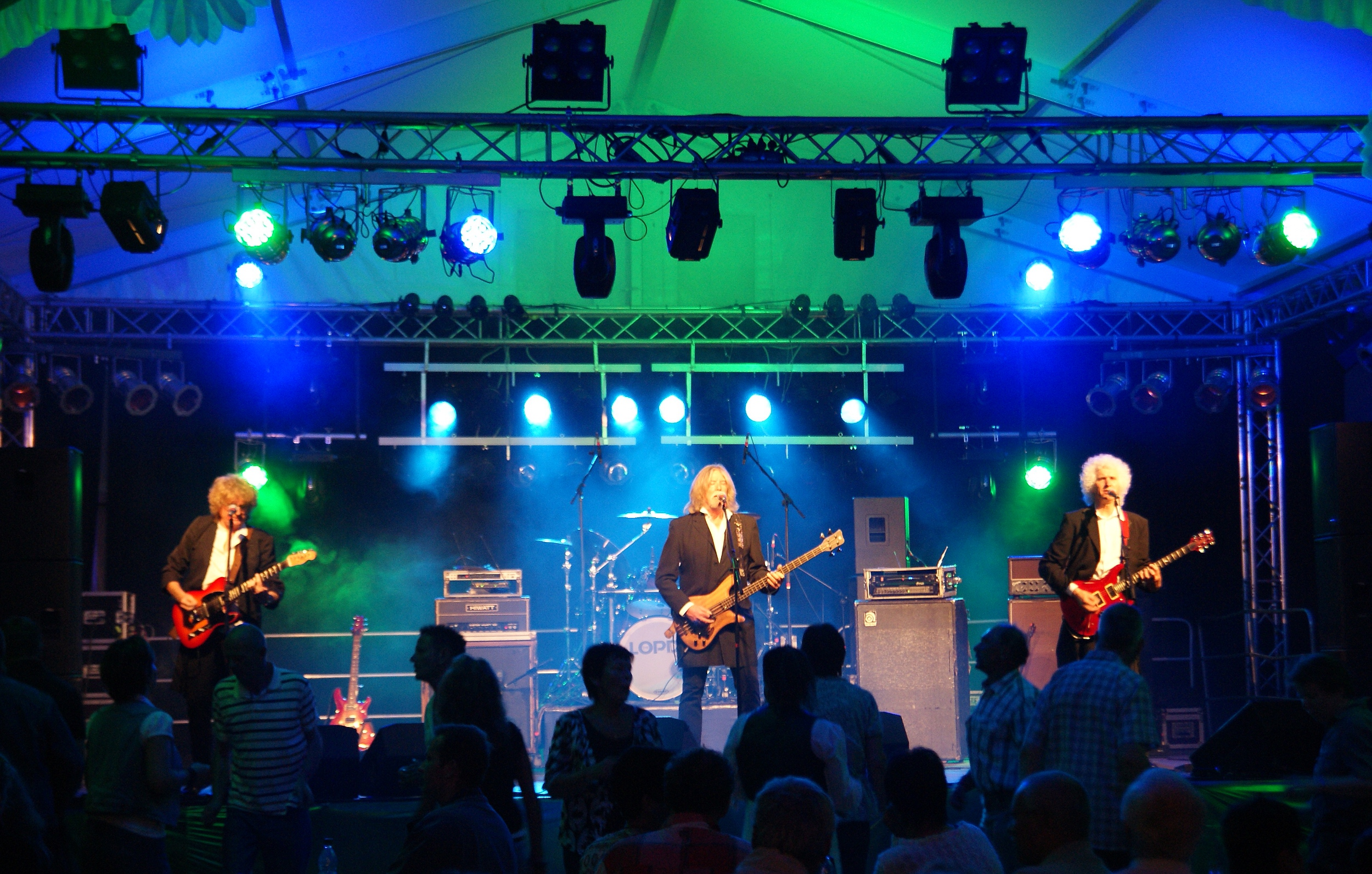
The Lords in 2011

De band wist het succes van de vorige jaren sindsdien niet meer terug te winnen. Wel liftte het in de jaren tachtig mee op de hernieuwde interesse in rockgroepen uit de jaren zestig.
Ook in de decennia daarna bleven ze optreden. In 1999 overleefde de band het noodlot toen de toonaangevende zanger Lord Ulli in elkaar zakte tijdens een optreden vanwege hartfalen en nog hetzelfde jaar overleed.
De band kende in de loop van de jaren verschillende wisselingen. Gitarist Klaus-Peter Lietz (Lord Leo) is de enige die nog altijd in de band speelt. De band is nog steeds actief als retro-act (stand 2015).

## Hitsingles
The Lords schreven een aantal nummers zelf en brachten ook covers uit, waaronder Que sera (1966) en Greensleeves (1966). Hun grootste hit was Glory land die op nummer 5 van de Duitse hitlijsten terechtkwam. Hun eerste hitsingle Shakin' all over (1965) - een cover van Johnny Kidd and the Pirates - brachten ze in 1970 nogmaals in een gerestylede versie uit als Shakin' all over '70 met het nummer Blue horizon van The Cats op de B-kant.
Hieronder volgt een overzicht van singles die in de Duitse hitparade terechtkwamen:
| Jaar | Single                                                | Piekpositie | Aantal weken |
| ---- | ----------------------------------------------------- | ----------- | ------------ |
| 1965 | Shakin' all over / Seven daffodils                    | 11          | 6            |
| 1965 | Poor boy / Poison ivy                                 | 12          | 9            |
| 1966 | Que sera / Boom boom                                  | 21          | 6            |
| 1966 | Greensleeves / Sing hallelujah                        | 14          | 3            |
| 1966 | What they gonna do? / The ballad of the condemned man | 34          | 1            |
| 1967 | Have a drink on me / Late last Sunday evening         | 19          | 5            |
| 1967 | Glory land / Rain dreams                              | 5           | 12           |
| 1968 | John Brown's body / Cut my hair                       | 11          | 5            |
| 1968 | And at night / Fire                                   | 40          | 1            |
| 1968 | Good time music / Somethin' else                      | 35          | 4            |
| 1969 | People world / Four o’clock in New York               | 17          | 5            |
| 1969 | Three-five-zero-zero / Manchester England             | 27          | 1            |